# Nemeskér

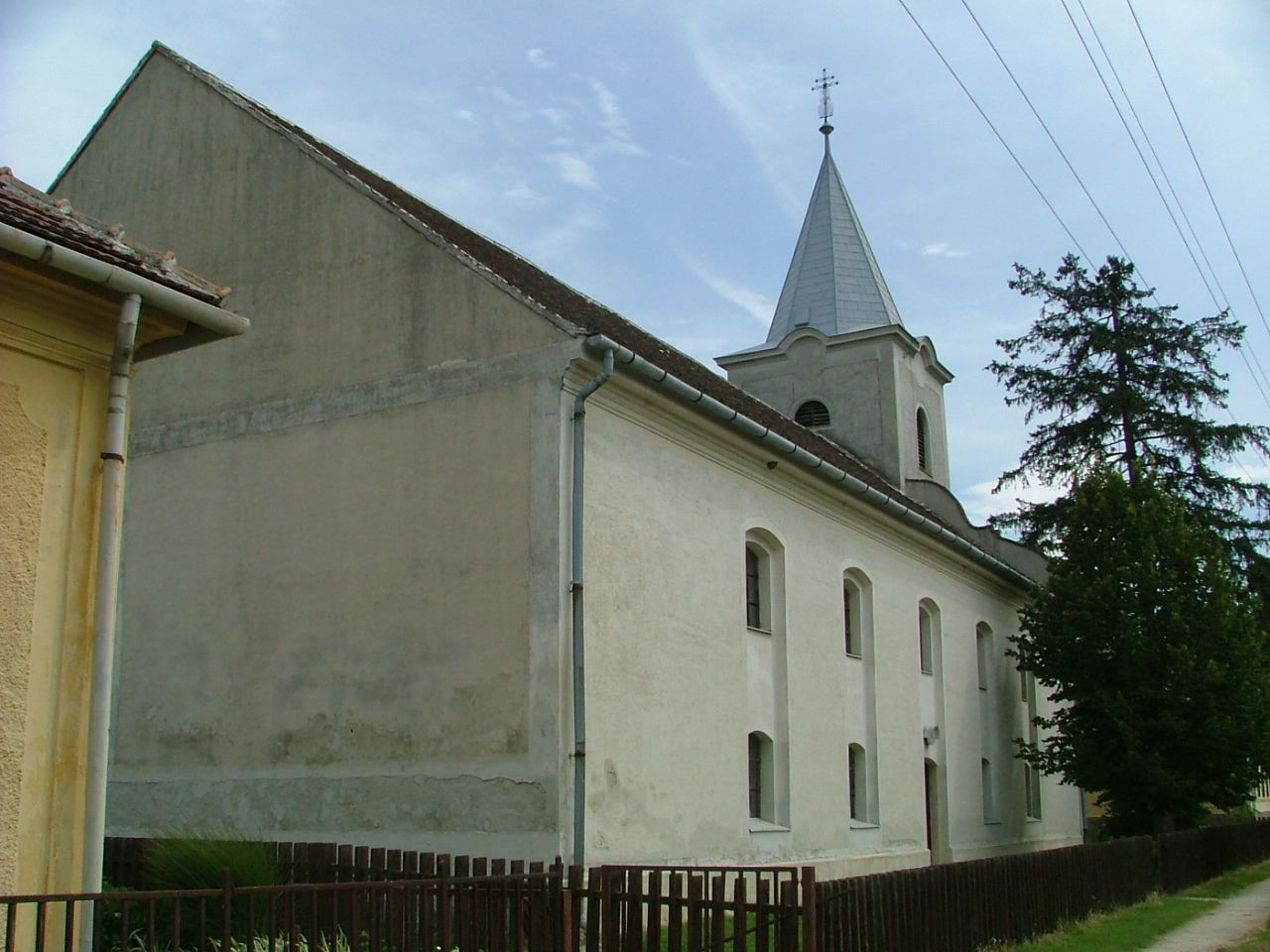
Evangelický kostel v obci

Nemeskér (chorvatsky Namišir, německy Altedlein) je obec v župě Győr-Moson-Sopron, v okrese Sopron. Rozloha obce je 6,42 km² a v lednu 2013 zde žilo 209 obyvatel.
V obci je několik ulic a je tu pošta, několik obchodů, lékárna, dva hřbitovy.

## Poloha
Obec je vzdálena zhruba 0,5 km od hlavní silnice č.84, vedoucí ze Soproně k Balatonu. Nedaleko od obce je také zastávka na železniční trati Sopron - Szombathely. Nemeskér sousedí na severu s obcí Lövő a na jihu s obcí Újkér.
Podél východního okraje obce protéká potok Kardos ér.

## Zajímavosti
- Luteránský kostel - postaven v roce 1732, věž v roce 1862. Zvláštností interiéru kostela jsou dřevěné konstrukce a krásný vyřezávaný oltář a kazatelna.
- Římskokatolický kostel Szent László - barokní středověká stavba
- Barokní socha Svaté Anny Marie - z roku 1711
- Barokní socha Svatého Jana Nepomuckého